# جورج مالوني
جورج مالوني (بالإنجليزية: George Maloney)‏ هو لاعب كرة قاعدة أمريكي، ولد في 28 فبراير 1928 في نيويورك في الولايات المتحدة، وتوفي في 29 يوليو 2003 في بارستاو في الولايات المتحدة.